# Mariposa (album)
Mariposa è un album dei Mariposa pubblicato nel 2009 per la Trovarobato.
Al disco ha collaborato nella traccia Clinique Veterinaire il musicista Daevid Allen, fondatore dei gruppi musicali Soft Machine e Gong.

## Tracce
1. Specchio – 2:30
2. Zucca – 3:08
3. Piero – 3:41
4. Zia Vienna – 4:16
5. Sudoku – 2:31
6. Clinique Veterinaire (feat. Daevid Allen) – 3:56
7. Notel Hotel – 2:52
8. Vattene Pur Via – 4:20
9. Poco più in la’ – 3:50
10. 81 guerra atomica, 84 confronto: rivoluzione – 5:28
11. Can I have bon bon? – 4:50